# Alpine Skiweltmeisterschaften 2011/Teilnehmer
An den 41. Alpinen Skiweltmeisterschaften 2011 nahmen folgende Sportler teil:

## Andorra
| Männer - Kevin Esteve Rigail - Roger Vidosa | Frauen - Mireia Gutiérrez |

## Argentinien
| Männer - Ignacio Freeman Crespo - Sebastiano Gastaldi - Rodrigo Murtagh - Cristian Javier Simari Birkner | Frauen - Salomé Báncora - Julietta Quiroga - Macarena Simari Birkner - María Belén Simari Birkner |

## Armenien
| Männer - Arsen Ghasarjan - Dawit Chatschatrjan - Jura Manukjan - Arsen Nersisjan | Frauen - Siranusch Maghakjan |

## Aserbaidschan
| Männer - Patrick Brachner | Frauen |

## Australien
| Männer - Callum Brown - Marc Poccard - Mike Rishworth - Hugh Stevens | Frauen - Lavinia Chrystal - Elizabeth Pilat |

## Belarus
| Männer - Juryj Danilatschkin - Jewgeni Dus - Siarhei Mazaleuski | Frauen - Maryja Schkanawa |

## Belgien
| Männer - Kai Alaerts - Bart Mollin - Jeroen Van Den Bogaert - Robin Van Den Broecke | Frauen - Isabel Van Buynder - Karen Persyn |

## Bosnien und Herzegowina
| Männer - Igor Laikert - Marko Rudić | Frauen - Maja Klepić - Zana Novaković |

## Brasilien
| Männer - Fabio Guglielmini - Jhonatan Longhi - Paulo E. Setubal | Frauen - Maya Harrisson - Chiara Marano |

## Bulgarien
| Männer - Kilian Albrecht - Nikola Tschongarow - Georgi Georgiew | Frauen - Marija Kirkowa |

## Chile
| Männer - Martin Anguita - Nicolas Cavallo - Eugenio Claro - José Tomas Echeverria | Frauen |

## China
| Männer - Huang Haibin - Li Lei - Tian Yuheng - Zhang Yuxin | Frauen - Liu Yang - Liu Yu - Qin Xiyue - Xia Lina |

## Deutschland
| Männer - Fritz Dopfer - Stefan Luitz - Felix Neureuther - Andreas Sander - Tobias Stechert | Frauen - Fanny Chmelar - Katharina Dürr - Lena Dürr - Christina Geiger - Kathrin Hölzl - Viktoria Rebensburg - Maria Riesch - Susanne Riesch - Veronika Staber - Gina Stechert |

## Dänemark
| Männer - Mathias Brodersen - Kristian-Lyhne Damgaard - Christoffer Faarup - Nicolai Madsen - Nils-Henrik Stene - Christian Vial | Frauen - Sophie Fjellvang-Sølling - Anne Libek Nielsen - Malene Madsen |

## Finnland
| Männer - Victor Malmström - Kalle Palander - Santeri Paloniemi - Andreas Romar - Marcus Sandell - Samu Torsti | Frauen - Tanja Poutiainen |

## Frankreich
| Männer - Yannick Bertrand - Johan Clarey - Gauthier de Tessières - Thomas Fanara - Guillermo Fayed - Thomas Frey - Jean-Baptiste Grange - Steve Missillier - Alexis Pinturault - Cyprien Richard - Adrien Théaux - Maxime Tissot | Frauen - Sandrine Aubert - Margot Bailet - Taïna Barioz - Anne-Sophie Barthet - Ingrid Jacquemod - Marie Marchand-Arvier - Anémone Marmottan - Nastasia Noens - Aurélie Revillet - Marion Rolland - Tessa Worley |

## Georgien
| Männer - Iason Abramaschwili - Aleksi Beniaidse - Dimitri Gedewanischwili - Kote Wachtangischwili | Frauen - Nino Ziklauri |

## Ghana
| Männer - Kwame Nkrumah-Acheampong | Frauen |

## Griechenland
| Männer - Nikos Bonou - Chrysostomos Karamanidis - Alexandros Tsaknakis | Frauen - Paraskevi Mavridou - Sophia Ralli - Nicole Valcareggi |

## Großbritannien
| Männer - TJ Baldwin - Noel Baxter - Ed Drake - Dave Ryding | Frauen |

## Haiti
| Männer - Jean-Pierre Roy | Frauen |

## Indien
| Männer - Rajat Thakur | Frauen |

## Iran
| Männer - Mohammad Kiya Darbandsari - Hossein Saveh Shemshaki - Porya Saveh Shemshaki - Omid Tir | Frauen - Marjan Kalhor - Mitra Kalhor - Ziba Kalhor - Fatemeh Kiadarbandsari |

## Irland
| Männer - Conor Lyne - Simon Lyons - Shane McShera - Nicholas McKelvey | Frauen |

## Island
| Männer - Jon-Gauti Astvaldsson - Björgvin Björgvinsson - Brynjar Jökull Guðmundsson - Gunnar-Thor Halldórsson - Sigurgeir Halldórsson | Frauen - Iris Guðmundsdóttir - Katrin Kristjánsdóttir |

## Israel
| Männer - Niv Barnetz - Virgile Vandeput | Frauen - Yom Hirshfeld - Ronnie Kiek-Gedalyahu |

## Italien
| Männer - Massimiliano Blardone - Giovanni Borsotti - Cristian Deville - Peter Fill - Stefano Gross - Werner Heel - Christof Innerhofer - Matteo Marsaglia - Manfred Mölgg - Paolo Pangrazzi - Dominik Paris - Giuliano Razzoli - Davide Simoncelli - Mirko Deflorian | Frauen - Federica Brignone - Elena Curtoni - Irene Curtoni - Elena Fanchini - Nicole Gius - Denise Karbon - Francesca Marsaglia - Daniela Merighetti - Manuela Mölgg - Johanna Schnarf - Verena Stuffer |

## Japan
| Männer - Ryunosuke Ohkoshi - Akira Sasaki - Naoki Yuasa | Frauen - Moe Hanaoka - Emi Hasegawa - Mizue Hoshi |

## Kanada
| Männer - Julien Cousineau - Erik Guay - Jan Hudec - Michael Janyk - Brad Spence - Benjamin Thomsen - Trevor White | Frauen - Marie-Michèle Gagnon - Anna Goodman - Britt Janyk - Erin Mielzynski - Brittany Phelan - Marie-Pier Préfontaine - Ève Routhier |

## Kasachstan
| Männer - Martin Chuber - Dmitri Koschkin - Taras Pimenow - Igor Sakurdajew - Pawel Tschernitschenko | Frauen |

## Kirgisistan
| Männer - Igor Borissow - Iwan Borissow - Jewgeni Timofejew - Andrei Trelewski - Dmitri Trelewski | Frauen - Irina Wolkowa - Lida Zwoznikowa |

## Kroatien
| Männer - Sebastian Brigović - Ivica Kostelić - Dalibor Šamšal - Tin Široki - Matej Vidović - Natko Zrnčić-Dim - Filip Zubčić | Frauen - Ana Jelušić - Iva Mišak - Sofija Novoselić - Tea Palić |

## Lettland
| Männer - Kristaps Blūms - Roberts Brishka - Kaspars Daugulis - Roberts Rode - Kristaps Zvejniers | Frauen - Evija Benhena - Liene Fimbauere - Lelde Gasūna |

## Libanon
| Männer - Tarek Fenianos | Frauen - Sarah Ekmekejian |

## Liechtenstein
| Männer - Simon Heeb - Nicola Kindle - Josef Oehri - Marco Pfiffner | Frauen - Anna-Laura Bühler - Rebecca Bühler - Marina Nigg - Vanessa Schädler |

## Litauen
| Männer - Vitalij Rumianchev | Frauen |

## Luxemburg
| Männer - Patrick Girst - Ben Trierweiler | Frauen |

## Mazedonien
| Männer - Dardan Dehari - Antonio Ristevski | Frauen |

## Mexiko
| Männer - Hubertus von Hohenlohe | Frauen |

## Moldawien
| Männer - Mirko Deflorian - Urs Imboden - Georg Lindner | Frauen |

## Monaco
| Männer - Olivier Jenot | Frauen - Alexandra Coletti |

## Montenegro
| Männer - Bojan Kosić - Mladen Minić | Frauen |

## Neuseeland
| Männer - Tim Cafe - Ben Griffin | Frauen - Sarah Jarvis |

## Niederlande
| Männer - Maarten Meiners - Joery van Rooij | Frauen - Michelle van Herwerden |

## Norwegen
| Männer - Leif Kristian Haugen - Kjetil Jansrud - Truls Ove Karlsen - Lars Elton Myhre - Aksel Lund Svindal | Frauen - Lotte Smiseth Sejersted |

## Österreich
| Männer - Romed Baumann - Christoph Dreier - Stephan Görgl - Reinfried Herbst - Wolfgang Hörl - Klaus Kröll - Mario Matt - Manfred Pranger - Joachim Puchner - Benjamin Raich - Hannes Reichelt - Philipp Schörghofer - Björn Sieber - Michael Walchhofer | Frauen - Anna Fenninger - Andrea Fischbacher - Elisabeth Görgl - Nicole Hosp - Michaela Kirchgasser - Marlies Schild - Kathrin Zettel |

## Peru
| Männer - Manfred Oettl Reyes | Frauen - Ornella Oettl Reyes |

## Polen
| Männer - Maciej Bydliński - Michał Kłusak | Frauen - Karolina Chrapek - Agnieszka Gąsienica-Daniel - Katarzyna Karasińska - Aleksandra Kluś |

## Portugal
| Männer - Jorge Gonçalves - João-Miguel Marques | Frauen |

## Puerto Rico
| Männer | Frauen - Kristina Krone |

## Rumänien
| Männer - Ioan Nan - Alexandru Barbu | Frauen - Iulia Petruta Crăciun - Sandra Nărea |

## Russland
| Männer - Alexander Choroschilow - Stepan Sujew | Frauen - Xenija Alopina - Wladislawa Burejewa - Anna Sorokina |

## Schweden
| Männer - Axel Bäck - Jens Byggmark - Mattias Hargin - Patrik Järbyn - André Myhrer - Hans Olsson - Matts Olsson | Frauen - Therese Borssén - Frida Hansdotter - Sara Hector - Jessica Lindell-Vikarby - Anja Pärson - Maria Pietilä-Holmner - Emelie Wikström |

## Schweiz
| Männer - Marc Berthod - Didier Cuche - Beat Feuz - Marc Gini - Tobias Grünenfelder - Ambrosi Hoffmann - Carlo Janka - Justin Murisier - Sandro Viletta - Markus Vogel - Silvan Zurbriggen | Frauen - Denise Feierabend - Dominique Gisin - Lara Gut - Wendy Holdener - Nadja Kamer - Fabienne Suter |

## Serbien
| Männer | Frauen - Nevena Ignjatović |

## Slowakei
| Männer - Jaroslav Babušiak - Matej Falat - Matej Kutlik - Vladimír Siráň - Adam Žampa - Andreas Žampa | Frauen - Jana Gantnerová - Kristína Saalová - Jana Škvarková - Veronika Zuzulová |

## Slowenien
| Männer - Aleš Gorza - Andrej Jerman - Andrej Križaj - Gašper Markič - Rok Perko - Matic Skube - Andrej Šporn - Mitja Valenčič | Frauen - Maruša Ferk - Tina Maze |

## Spanien
| Männer - Pol Carreras - Paul de la Cuesta - Ferrán Terra | Frauen - Andrea Jardi - María José Rienda - Carolina Ruiz Castillo |

## Südafrika
| Männer - Tsotane Dywili - Alexander Heath - Peter Scott - Sive Speelman | Frauen - Laura Bauer |

## Südkorea
| Männer - Kim Woo-Sung - Kyung Sung-Hyun | Frauen |

## Tschechien
| Männer - Ondřej Bank - Kryštof Krýzl - Mark Syrovátka - Filip Trejbal - Martin Vráblík - Petr Záhrobský - Adam Zika | Frauen - Martina Dubovská - Pavla Klicnarová - Tereza Kmochová - Klára Křížová - Eva Kurfürstová - Daniela Marková - Kateřina Pauláthová - Michaela Smutná - Šárka Záhrobská - Andrea Zemanová |

## Türkei
| Männer - Emre Şimşek - Erdinç Türksever | Frauen - Tuğba Daşdemir |

## Ukraine
| Männer - Serhiy Dolhyj - Rostyslaw Feschtschuk - Wassyl Teletschuk - Ihor Wachnenko | Frauen - Bohdana Mazjozka |

## Ungarn
| Männer - Márton Bene - Csaba Bujtás - Norbert Farkas - Zoltán Halmágyi - Márton Kékesi - Dániel Petrovics - Bertold Szepesi - Ákos Vincze | Frauen - Anna Berecz - Zsofia Doeme - Donáta Hellner - Szelina Hellner - Edith Miklós |

## Usbekistan
| Männer - Dmitri Babikow - Safar Egemberdijew - Artem Woronow | Frauen - Swetlana Baranowa - Tatjana Baranowa - Xenia Grigorjewa |

## Vereinigte Staaten
| Männer - Will Brandenburg - David Chodounsky - Tommy Ford - Travis Ganong - Tim Jitloff - Nolan Kasper - Ted Ligety - Bode Miller - Warner Nickerson - Steven Nyman | Frauen - Stacey Cook - Julia Mancuso - Megan McJames - Laurenne Ross - Sarah Schleper - Leanne Smith - Resi Stiegler - Lindsey Vonn |

## Zypern
| Männer - Konstandinos Papamichail | Frauen |